# Milkshake (festival)
Milkshake is een jaarlijks genderinclusief dancefestival in het Westerpark in Amsterdam. Het festival staat bekend om extravagante kledingstijl, drag queens en een gay en open minded sfeer. Het festival wordt geprogrammeerd rondom Pride Amsterdam. Het tweedaagse festival trekt per dag 18.000 bezoekers.

## Geschiedenis
De eerste editie vond plaats als eendaags festival in 2012, georganiseerd door club AIR en poppodium Paradiso. Het initiatief werd ondersteund door fotograaf Erwin Olaf verantwoordelijk voor het beeldmateriaal en Ted Langenbach van Now&Wow die beiden een eigen podium programmeerden en Diva Mayday. Directeur werd Marieke Samallo van club Air. Motto werd For boys who love girls who love girls who love boys who love boys…. uit het nummer Girls & Boys van Blur.
In 2016 werd het ter gelegenheid van EuroPride in Amsterdam een tweedaags festival. In 2017 en 2018 werd Milkshake uitgebreid naar het buitenland met twee edities in São Paulo. In 2017 werd gestart met Mini Milkshake, een editie voor mensen met een verstandelijke of psychische beperking. In 2018 had het festival een nudistengedeelte.